# Okazaki
Okazaki (岡崎) je grad u Japanu u prefekturi Aichi. Prema popisu stanovništva iz 2005. u gradu je živjelo 354.707 stanovnika.

## Stanovništvo
Prema podacima s popisa, u gradu je 2005. godiine živjelo 354.707 stanovnika.
| 1995.   | 2000.   | 2005.   |
| ------- | ------- | ------- |
| 322.621 | 336.583 | 354.707 |